# Inocuidad
La Inocuidad concepto que se refiere a la existencia y control de peligros asociados a los productos destinados para el consumo humano a través de la ingestión como pueden ser alimentos y medicinas a fin de que no provoquen daños a la salud del consumidor; aunque el concepto es más conocido para los alimentos conociéndose como inocuidad alimentaria, también aplica para la fabricación de medicamentos ingeribles que requieren medidas más extremas de inocuidad.[cita requerida] Los fabricantes, proveedores de materias primas, distribuidores de productos terminados y expendios de estos productos quienes forman parte de la cadena alimentaria deben conocer y cumplir por lo menos la legislación local que garantice que sus productos alimenticios no afectarán la salud del consumidor.[cita requerida]
A nivel internacional, existe la norma internacional ISO 22000 que certifica los sistemas de gestión de Inocuidad alimentaria en cualquier organización de la cadena alimentaria.